# Глухарьов Владислав Петрович
Владислав Петрович Глухарьов (11 вересня 1939, Дніпропетровськ, УРСР — 12 листопада 2020, Луганськ) — радянський футболіст та тренер, вситупав на позиціях захисника та півзахисника. Зіграв 28 матчів у вищій лізі СРСР. Майстер спорту СРСР (1966), заслужений тренер УРСР (1972), відмінник освіти України.

## Життєпис
Вихованець дніпропетровського спортінтернату. На дорослому рівні дебютував у 1958 році в складі луганських «Трудових Резервів». На початку кар'єри виступав на позиції правого центрального півзахисника, згодом переведений у центр захисту. У 1960 році включений до списку 33-ох найкращих футболістів Української РСР за № 3.
У 1962 році призваний на військовий службу і протягом трьох років виступав за київський СКА. У 1964 році став переможцем зонального турніру класу «Б».
Повернувшись до Луганська, став разом з командою переможцем турніру другої групи класу «А» (1966) і завоював право на підвищення в класі. Дебютний матч у вищій лізі зіграв 2 квітня 1967 року проти московського «Спартака». У сезоні 1967 року взяв участь в 28 матчах вищої ліги, після закінчення сезону завершив кар'єру гравця та увійшов до тренерського штабу «Зорі». Всього за луганську команду зіграв 194 матчі та відзначився 14 голами.
У 1968—1976 роках працював у тренерському штабі «Зорі». За підсумками чемпіонського сезону 1972 року нагороджений званням «Заслужений тренер УРСР». У 1977 році працював у тренерському штабі «Кривбасу», в тому числі в п'яти матчах виконував обов'язки головного тренера. У 1980 році очолював «Стахановець». З 1981 року працював в Луганську з дитячими командами і протягом декількох років входив у тренерський штаб дорослої «Зорі». З 1987 року працював тренером в луганському спортінтернаті, серед його вихованців — Сергій Семак та Юрій Дудник.

## Стиль гри
|                              | Високотехнічний, прекрасно розумючий гру футболіст. Володів усім комплектом якостей футболіста високого класу. ... його гра не була ефектною, діяв він на поле раціонально, без суєти та паніки навіть у найгостріших ситуаціях, все було по справі і вчасно. Його передачі були зручні для прийому партнерами, своєчасними й точними, а вражав він ворота суперників ударами не сильно, зате невідпорно для воротарів. Вболівальники зі стажем запам'ятали лаконічність й коректність в його грі, а головне — високий коефіцієнт корисності в команди. |
| — Сайт «Луганск. Наш футбол» | |

## Досягнення

### Як гравця
СКА (Київ)
- Чемпіонат УРСР
  -  Чемпіон (1): 1964 (група 2)

«Зоря» (Луганськ)
- Друга група чемпіонату СРСР
  -  Чемпіон (1): 1966

### Як тренер

#### Як асистент головного тренера
- Чемпіонат СРСР
  -  Чемпіон (1): 1972

### Індивідуальні досягнення
- У списку 33-ох найкращих футболістів УРСР: № 3 (1960)

### Відзнаки
- Майстер спорту СРСР: 1966
- Заслужений тренер України: 1972